# Marcos Quintero
Marcos Quintero Huitron (* 21. April 1973) ist ein ehemaliger mexikanischer Fußballschiedsrichterassistent.
Ab 2009 stand er als Schiedsrichterassistent auf der Liste der FIFA-Schiedsrichter und leitete internationale Fußballspiele. Quintero war (meist zusammen mit Marvin Torrentera) bei vielen internationalen Turnieren im Einsatz, darunter bei der U-17-Weltmeisterschaft 2011 in Mexiko (als Assistent von Paul Delgadillo), bei der Klub-Weltmeisterschaft 2012 in Japan, bei der U-17-Weltmeisterschaft 2013 in den Vereinigten Arabischen Emiraten und bei der Weltmeisterschaft 2014 in Brasilien (jeweils als Assistent von Marco Antonio Rodríguez Moreno). Zudem war er beim Gold Cup 2013 und 2017 im Einsatz.